# Accelerate (песня Кристины Агилеры)
«Accelerate»  — первый сингл американской певицы Кристины Агилеры из её восьмого студийного альбома Liberation, выпущенный 3 мая 2018 года. В записи участвовали американские рэперы Ty Dolla $ign и 2 Chainz.

## Информация о песне
Песня получила смешанные отзывы музыкальной критики и интернет-изданий: The New York Times («фантастически странный трек»), MTV («один из самых экспериментальных релизов Агилеры на сегодняшний день», Forbes («Трек разочаровывает»), Pitchfork («излишнее смешивание и раздувание идей»).

## Видеоклип
Сопровождающий выход сингла музыкальный видеоклип для «Accelerate» был снят режиссёром Zoey Grossman и впервые показан 3 мая 2018 года на аккаунте Агилеры на канале YouTube. Рэперы Ty Dolla Sign и 2 Chainz в клипе не появляются.

## Коммерческий успех
В США песня достигла позиции № 24 в чарте Bubbling Under Hot 100 Singles. В Испании песня вошла в десятку лучших, в Великобритании и Канаде входила в цифровые хит-парады этих стран. «Accelerate» стала для Агилеры её десятым чарттоппером в танцевальном американском хит-параде Billboard Dance Club Songs.

## Чарты
| Чарт (2018)                               | Высшая позиция |
| ----------------------------------------- | -------------- |
| Canada Digital Song Sales (Billboard)     | 49             |
| Франция (SNEP)                            | 157            |
| Greek Digital Singles (IFPI Greece)       | 100            |
| Венгрия (Single Top 40)                   | 22             |
| Шотландия (OCC Scotland)                  | 74             |
| Spain Physical/Digital (PROMUSICAE)       | 6              |
| Великобритания (OCC UK Singles Downloads) | 71             |
| США (Billboard Bubbling Under Hot 100)    | 24             |
| США (Billboard Dance Club Songs)          | 1              |